# Glymma candezii
Glymma candezii é uma espécie de insetos coleópteros polífagos pertencente à família Histeridae.
A autoridade científica da espécie é Marseul, tendo sido descrita no ano de 1856.
Trata-se de uma espécie presente no território português.